# 陶金 (演员)
陶金（1917年1月15日—1986年9月28日），原名陶煒鑾，改名陶謀鑾，字少牧，號鳴丞，男，江苏苏州人，來自蘇州陶氏家族。祖陶孝霈官至同知署景州知州，本生父陶詒豐（職名陶貽豐，字伯年，號樂亭，1873-?）曾任職於中華民國北京政府教育部,母袁氏。因叔父陶詒謙早逝無子，陶金出嗣其為後。
陶金在北京长大，中国电影表演艺术家、编剧、导演。2005年被中国电影表演艺术学会评为中国电影百年百位优秀演员。